# جایزه بزرگ بلژیک ۱۹۶۶
جایزه بزرگ بلژیک ۱۹۶۶ (انگلیسی: ‎1966 Belgian Grand Prix‎) یک مسابقهٔ موتوری در رشتهٔ اتومبیل‌رانی فرمول یک بود که در تاریخ ۱۲ ژوئن ۱۹۶۶ در اسپا-فرانکورشان واقع در اسپا، بلژیک برگزار شد. این گراند پری در میان ۹ گراند پری در فصل ۱۹۶۶، مسابقهٔ شمارهٔ ۲ بود.
در این مسابقه که در ۲۸ دور و به مسافت ۳۹۵٫۳۶ کیلومتر (۲۴۵٫۶۶۵ مایل) برگزار شد، پول پوزیشن توسط جان سرتیز کسب شد و سریع‌ترین زمان برای طی یک دور پیست که برابر با ۴:۱۸٫۷ بود نیز توسط جان سرتیز به ثبت رسید.
جان سرتیز از تیم فراری، جوهن رایندت از تیم کوپر-مازراتی و لورنزو باندینی از تیم فراری به‌ترتیب مقام‌های اول تا سوم مسابقه را کسب کردند.

## رده‌بندی قهرمانی پس از مسابقه
|       | جایگاه | راننده         | امتیاز |
| ----- | ------ | -------------- | ------ |
| ۱     | ۱      | لورنزو باندینی | ۱۰     |
| ۱     | ۲      | جکی استوارت    | ۹      |
| ۴     | ۳      | جان سرتیز      | ۹      |
| ۳     | ۴      | جوهن رایندت    | ۶      |
| ۲     | ۵      | گراهام هیل     | ۴      |
| منبع: |        |                |        |

|       | جایگاه | سازنده       | امتیاز |
| ----- | ------ | ------------ | ------ |
| ۱     | ۱      | فراری        | ۱۵     |
| ۱     | ۲      | بی‌آرام       | ۹      |
|       | ۳      | کوپر-مازراتی | ۶      |
|       | ۴      | برابام-رپکو  | ۳      |
| منبع: |        |              |        |

یادداشت
- تنها پنج جایگاه نخست از هر رده‌بندی نمایش داده شده‌است.